# Nitovikla
Koordinaten: 35° 29′ 39″ N, 34° 16′ 59″ O
Nitovikla (auch Nektovikla) bei Korovia (Kuruova) auf der Halbinsel Karpas im Nordosten Zyperns ist eine Festung der späten Bronzezeit, die um 1500 v. Chr. erbaut wurde. Insgesamt sind im Norden, Osten und im Zentrum der Insel 22 Festungen dieser Art bekannt (Stand: 2008).
Die Anlage, die nur ca. 100 m vom Meer entfernt lag, bestand aus zwei Teilen. Es gab eine ca. 400 × 100 bis 200 m große umwallte Fläche, die parallel zum Meer lief, und eine kleinere Festungsanlage, die ca. 40 × 35 m groß war, 2 bis 5 m dicke Mauern und anscheinend Türme hatte. Diese lag innerhalb der großen Anlage an der höchsten Stelle. Die große umwallte Fläche war anscheinend unbebaut. Die Funktion dieser Festungsanlage ist unsicher, doch kann vermutet werden, dass es sich um eine Fluchtburg der umgebenden Dörfer handelte. Es könnte sich aber auch um eine Grenzfestung handeln, die die politischen Interessensgebiete zwischen dem Norden und dem Südosten der Insel in der späten Bronzezeit sichern sollte.
Die Anlage wurde 1929 von dem Schweden Erik Sjöqvist untersucht und ausgegraben.